# Hohe Windelschnecke
Die Hohe Windelschnecke (Columella columella) ist eine Schneckenart der Familie der Windelschnecken (Vertiginidae) aus der Unterordnung der Landlungenschnecken (Stylommatophora). 

## Merkmale
Das Gehäuse ist 2,7 bis 3,3 mm hoch und 1,3 bis 1,5 mm breit. Es ist annähernd zylindrisch mit bis zu 7½ schwach gewölbten Umgängen. Die ersten drei Windungen nehmen rascher zu, der Apex ist deshalb etwas flacher, die Außenlinien der folgenden Umgänge verlaufen fast parallel. Die Naht ist tief und der letzte Umgang merklich erweitert. Die Mündung ist eiförmig, deutlich höher als breit und am oberen Rand kaum abgeflacht. Der Rand der Mündung ist einfach und zerbrechlich, und im Spindelbereich umgebogen. Der nadelförmige Nabel ist deshalb fast völlig überdeckt. Das Gehäuse ist mattgrün bis hornbraun gefärbt und durchscheinend. Die Schale ist dünn, die glänzende Oberfläche zeigt nur schwache, unregelmäßige Anwachsstreifen. 

### Ähnliche Arten
Das Gehäuse der Hohen Windelschnecke ähnelt dem Gehäuse der Zahnlosen Windelschnecke (Columella edentula) sehr, ist jedoch etwas kleiner und hat weniger Umgänge.

## Geographische Verbreitung und Lebensraum
Die Art kommt in den Gebirgen Nordskandinaviens (bis nördlich des Polarkreises), in Nordrussland (61–69° N), in den Schweizer Alpen, selten in den bayerischen und österreichischen Alpen, in den polnischen und slowakischen Westkarpaten (Tatra-Gebirge, Kleine Fatra, Große Fatra) sowie auf der Krim vor. Larisa A. Prozorova und Viktoria V. Berezhok vermeldeten die Art 2004 auch von der Insel Sachalin (Russischer Ferner Osten).
Sie bevorzugt morastige Wiesen und nasse, subarktische Wälder. In den Alpen und Karpaten kommt sie auf alpinen Wiesen auf kalkigem Boden vor. In der Schweiz ist das Vorkommen auf den Höhenbereich von etwa 1000 bis 2900 m beschränkt.

## Taxonomie
Das Taxon wurde 1830 von Georg von Martens als Pupa Columella erstmals beschrieben. Er vermerkte hinter dem Namen Columella den Namen Benz. Benz war „Bergraths-Secretair“ und Sammler des Materials. Welche Information von ihm stammt ist zwar nicht ganz klar, da v. Martens den Artnamen aber ihm zuschreibt, muss Benz wohl nach den Internationalen Regeln für die Zoologische Nomenklatur als Autor des Taxons gelten. Zwar schreibt F. Welter Schultes in Animal Base, dass der Name des mutmaßlichen Autors Benz im Correspondenzblatt nicht erscheint. Das ist aber nicht korrekt, denn im Inhaltsverzeichnis ist Benz aufgelistet mit Verweis auf die Seite 171 (= Originalbeschreibung von Columella columella).

## Gefährdung
Die Art ist in Deutschland sehr selten und wird daher in die Kategorie R eingestuft. Insgesamt auf das Verbreitungsgebiet betrachtet ist die Hohe Windelschnecke nach der Einschätzung der International Union for Conservation of Nature and Natural Resources (IUCN) nicht gefährdet.